# حسن أنيس
حسن أنيس (بالإنجليزية: Hasan Anis) ممثل مصرى بدأ ظهوره الفنى في بداية الستينيات  بدور في فيلم «حياة عازب» للمخرج نجدي حافظ عام 1963 وتابع أعماله السينمائية على مدى 16 عام وكان آخر ظهور له عام 1979 في فيلم «رجال لا يعرفون الحب» للمخرج يحيى العلمي. ليصبح رصيده الفني خمسة أعمال تلفزيونية و32 فيلماً  كان من أهمهم:
فيلم «ثمن الحب» للمخرج محمود ذو الفقار عام 1963
فيلم «حكاية جواز» للمخرج حسن الصيفي عام 1964
فيلم «مراتي مدير عام» للمخرج فطين عبد الوهاب عام 1966
فيلم «الخروج من الجنة» للمخرج محمود ذو الفقار عام 1967
فيلم «عودة أخطر رجل في العالم» للمخرج محمود فريد عام 1972

## وصلات خارجية
- حسن أنيس على موقع IMDb (الإنجليزية)
- حسن أنيس على موقع الدهليز
- حسن أنيس على موقع قاعدة بيانات الأفلام العربية
- حسن أنيس على الدهليز
- حسن أنيس على كاروهات